# Hwanghae Bắc
Hwanghae Bắc (Hwanghae-pukto, Hoàng Hải Bắc Đạo) là một tỉnh của Cộng hòa Dân chủ Nhân dân Triều Tiên. Tỉnh này được lập năm 1954 khi tỉnh Hwanghae được chia ra thành Bắc và Nam. Tỉnh lỵ là thành phố Sariwon. Tỉnh này giáp Bình Nhưỡng và Pyongan Nam về phía bắc, Kangwŏn về phía đông, Khu công nghiệp Kaesong và tỉnh Gyeonggi của Đại Hàn Dân Quốc về phía nam và Hwanghae Nam về phía tây nam. Năm 2003, thành phố trực thuộc trung ương Kaesŏng (Kaesŏng Chikhalsi) trở thành một thành phố trực thuộc tỉnh Hwanghae Bắc.

## Các đơn vị hành chính
Hwanghae Bắc được chia ra thành 3 thành phố ("Si") và 16 huyện ("Kun").

### Thành phố
- Sariwŏn (사리원시; 沙里院市; Sa Lý Viện thị)
- Kaesŏng (개성시; 開城市; Khai Thành thị) - nhập vào Bắc Hwanghae năm 2003
- Songrim (송림시; 松林市; Tùng Lâm thị)

### Huyện
- Changp'ung-gun (장풍군; 長豐郡; Trường Phong quận) - nhập vào Hwanghae Bắc năm 2003
- Hwangju-gun (황주군; 黃州郡; Hoàng Châu quận)
- Kaep'ung-gun (개풍군; 開豐郡; Khai Phong quận) - nhập vào Hwanghae Bắc năm 2003
- Koksan-gun (곡산군; 谷山郡; Cốc Sơn quận)
- Kŭmch'ŏn-gun (금천군; 金川郡; Kim Xuyên quận)
- Pongsan-gun (봉산군; 鳳山郡; Phượng Sơn quận)
- P'yŏngsan-gun (평산군; 平山郡; Bình Sơn quận)
- Rinsan-gun (린산군; 麟山郡; Lân Sơn quận)
- Sin'gye-gun (신계군; 新溪郡; Tân Khê quận)
- Sinp'yŏng-gun (신평군; 新坪郡; Tân Bình quận)
- Sŏhŭng-gun (서흥군; 瑞興郡; Thụy Hưng quận)
- Suan-gun (수안군; 遂安郡; Toại An quận)
- T'osan-gun (토산군; 兎山郡; Thố Sơn quận)
- Ŭnp'a-gun (은파군; 銀波郡; Ngân Ba quận)
- Yŏnsan-gun (연산군; 延山郡; Diên Sơn quận)
- Yŏntan-gun (연탄군; 燕灘郡; Yến Than quận)

## = Tham khảo
=
- 행정 구역 현황 (Haengjeong Guyeok Hyeonhwang) Lưu trữ ngày 9 tháng 1 năm 2006 tại Wayback Machine (in Korean only)
- Administrative divisions of North Korea Lưu trữ ngày 18 tháng 10 năm 2004 tại Wayback Machine (in simplified Chinese; used as reference for Hanja)